# Троодос
Тро́одос (на гръцки: Τρόοδος) е най-голямата планина на остров Кипър. Най-високата надморска височина е на връх Олимп (1952 m).
Планината Троодос е разположена в западната част на Кипър. Известна е с планинските си курорти, живописните планински селца и византийските манастири и църкви, най-известен от които е манастирът Кикос, основан през XI век.
Природното богатство, климатът и културното наследство на Троодос са направили планината курорт.

## Климат
Климатът на Троодос, както и на целия остров Кипър е средиземноморски със сухи горещи лета и прохладна и влажна зима. Благодарение височината и планинския релеф на Троодос пада максимално количество валежи за Кипър, като през някои години количеството им превишава 1000 mm за година. Снеговалежи има всяка зима, а около връх Олимп снежната покривка се съхранява за 3 – 4 месеца на годината. Минималната температура, зарегистрирана в региона за периода 1991 – 2005 година, е −10,2 °C, а максималната +35,4 °C.

## Геология
Планината Троодос се е образувала преди около 90 милиона години, на 8000 метра под морската повърхност. Планинската верига е част от океанската кора и горната мантия на Земята, преместена от първоначалната си позиция. При подпъхването на Африканската литосферна плоча под Евразийската, мястото, където сега е Троодос, постепенно се издига и формира планинската верига. Тя е съставена изключително от офиолити, богати на азбест, хром, пирит с високо съдържание на мед и желязо, както и известно количество злато и сребро.

## Природа
Природата на Троодос е богата на горски масиви, а флората се характеризира с голямо количество ендемични растения. От редките животни особен интерес предизвиква кипърският планински овен – муфлон. В последните години правителството забрани лова му. В планинската зона живеят лисици и зайци.

## Икономика
Икономиката на региона се опира на селското стопанство (плодове, грозде и вина). В ограничено количество се добива медна руда още от времето на Античността. Някога Кипър е бил толкова важен медодобивен център, че даже латинското название на метала (на латински: cuprum) е произлязло от името на острова.

## Културно наследство
Девет църкви и един манастир са внесени в списъка за световно наследство на ЮНЕСКО:
- 351 – 001 църквата св. Николай Чудотворец в село Какопетрия (на гръцки: Εκκλησία του Αγίου Νικολάου της Στέγης στην Κακοπετριά) XI в. 34°58′ с. ш. 32°53′ и. д. / 34.966667° с. ш. 32.883333° и. д. (Ayios Nikolaos tis Steyis)
- 351 – 002 манастирът Св. Йоан в Калопанайоти (на гръцки: Μονή του Αγίου Ιωάννη του Λαμπαδιστή στον Καλοπαναγιώτη) XI в. 34°59′ с. ш. 32°49′ и. д. / 34.983333° с. ш. 32.816667° и. д. (Ayios loannis Lampadistis)
- 351 – 003 църквата Панагия в село Никитари (на гръцки: Εκκλησία της Παναγίας της Ασίνου στο Νικητάρι) XII в. 35°02′ с. ш. 32°58′ и. д. / 35.033333° с. ш. 32.966667° и. д. (Panayia Phorviotissa) o de Asinou
- 351 – 004 църквата Панагия в село Лагудера (на гръцки: Εκκλησία της Παναγίας του Άρακα στα Λαγουδερά) XII в. 34°58′ с. ш. 33°00′ и. д. / 34.966667° с. ш. 33° и. д. (Panayia tou Araka)
- 351 – 005 църквата Панагия в село Мутулла (на гръцки: Εκκλησία της Παναγίας στο Μουτουλλά) XIII в. 34°59′ с. ш. 32°49′ и. д. / 34.983333° с. ш. 32.816667° и. д. (Panayia tou Moutoula)
- 351 – 006 църквата Архангел Михаил в село Педула (на гръцки: Εκκλησία του Αρχαγγέλου Μιχαήλ στον Πεδουλά) XV в. 34°58′ с. ш. 32°49′ и. д. / 34.966667° с. ш. 32.816667° и. д. (Archangelos Michael)
- 351 – 007 църквата Свети Кръст в село Пелентри (на гръцки: Εκκλησία του Τιμίου Σταυρού στο Πελέντρι) XV в. 34°58′ с. ш. 33°00′ и. д. / 34.966667° с. ш. 33° и. д. (Timiou Stavrou)
- 351 – 008 църквата Панагия в село Галата (на гръцки: Εκκλησία της Παναγίας της Ποδίθου στη Γαλάτα) XVI в. 35°00′ с. ш. 32°53′ и. д. / 35° с. ш. 32.883333° и. д. (Panayia Podithou)
- 351 – 009 църквата Свети Кръст в областта Платанистасас (на гръцки: Εκκλησία του Τιμίου Σταυρού του Αγιασμάτι στην περιοχή Πλατανιστάσας) XV в. 34°58′ с. ш. 33°02′ и. д. / 34.966667° с. ш. 33.033333° и. д. (Stavros tou Ayiasmati)
- 351 – 010 църквата Преображение на Спасителя в село Палайхори (на гръцки: Εκκλησία της Μεταμόρφωσης του Σωτήρα στο Παλαιχώρι)) XVI в. 34°55′13″ с. ш. 33°05′45″ и. д. / 34.920278° с. ш. 33.095833° и. д. (Ayia Sotira tou Soteros)

## Туризъм
Планината Троодос в южната част на Кипър е сред десетте най-добри дестинации в Европа за селски туризъм, според класация на Европейската комисия. През 2010 година планинската верига на средиземноморския остров е удостоена с награда „Изключителни европейски дестинации“ на изложение в Португалия, посветено на европейския туризъм.

## Фотографии
- Гора от черена европейска еле по склоновете на Троодос
- Хвойнова гора по склоновете на Троодос
- Село Педула в планината Троодос
- Троодос през лятото
- Троодос през зимата
- Зимна гора по склоновете на Троодос
- Елхова гора през зимата
- Манастирът Кикос
- В манастира Кикос
- Икона от манастира Кикос

## Забележки
1. ↑  Climatological Data, Prodromos, 1991 – 2005 //   Метеорологическа служба към Министерството на селското стопанство, природните ресурси и охрана на околната среда на Республика Кипър.[неработеща препратка] ((en))
2. ↑  Photos Photiadis Foundation/Cyprus Museum of Natural History/Official site
3. ↑  Παναγίδης, Ι. Η Γεωλογία της Κύπρου, Κεφάλαιο V – Ορυκτός Πλούτος.   Λευκωσία, Τυπογραφεία Πρίντκο, 1997. ISBN ISBN 9963-1-7505-8. с. 9 – 12. ((el))
4. ↑  Църкви със стенописи в района на Троодос //   Списък на световното културно и природно наследство на ЮНЕСКО. ((en))